# آلدا مانجینی
آلدا مانجینی (ایتالیایی: Alda Mangini؛ ‏ ۱۳ ژوئیه ۱۹۱۴ – ۱۹ ژوئیه ۱۹۵۴) بازیگر اهل ایتالیا بود.
از فیلم‌ها یا برنامه‌های تلویزیونی که وی در آن نقش داشته است، می‌توان به دانشجویان گاسکونیا و کشور زنگ‌ها اشاره کرد.